# August Robert Wolff
August Robert Wolff (ur. 10 stycznia 1833 w Zgierzu, zm. 20 sierpnia 1910 w Sopocie) – polski księgarz i wydawca prasy oraz książek.

## Życiorys
Był synem fabrykanta sukna. Praktykę zawodową odbył w warszawskiej księgarni Franciszka Spiessa i Rudolfa Friedleina – równocześnie z Gustawem Gebethnerem. W 1857 założył wraz z Gustawem Gebethnerem księgarnię oraz wydawnictwo o nazwie „Gebethner i Wolff” z filiami na terenie całego kraju, a także w Paryżu i Nowym Jorku. Spółka słynęła z wydań dzieł literatury polskiej, ludowej i muzycznej. Podczas powstania w 1863 został wraz z Gebethnerem uwięziony w Cytadeli za przechowywanie rękopisów nadsyłanych pocztą i przeznaczonych dla prasy powstańczej. W ich księgami mieścił się skład materiałów organizacyjnych. August Wolff zajmował się sprawami wewnętrznymi firmy, zaś Gebethner reprezentował ją na zewnątrz.
Był jednym z założycieli Warszawskiego Towarzystwa Muzycznego. Przez pewien czas był współwłaścicielem „Kuriera Warszawskiego”, przejął wydawnictwo „Kuriera Codziennego”, był też właścicielem „Tygodnika Illustrowanego”
Został pochowany na cmentarzu ewangelicko-augsburskim w Warszawie (aleja F, grób 42).

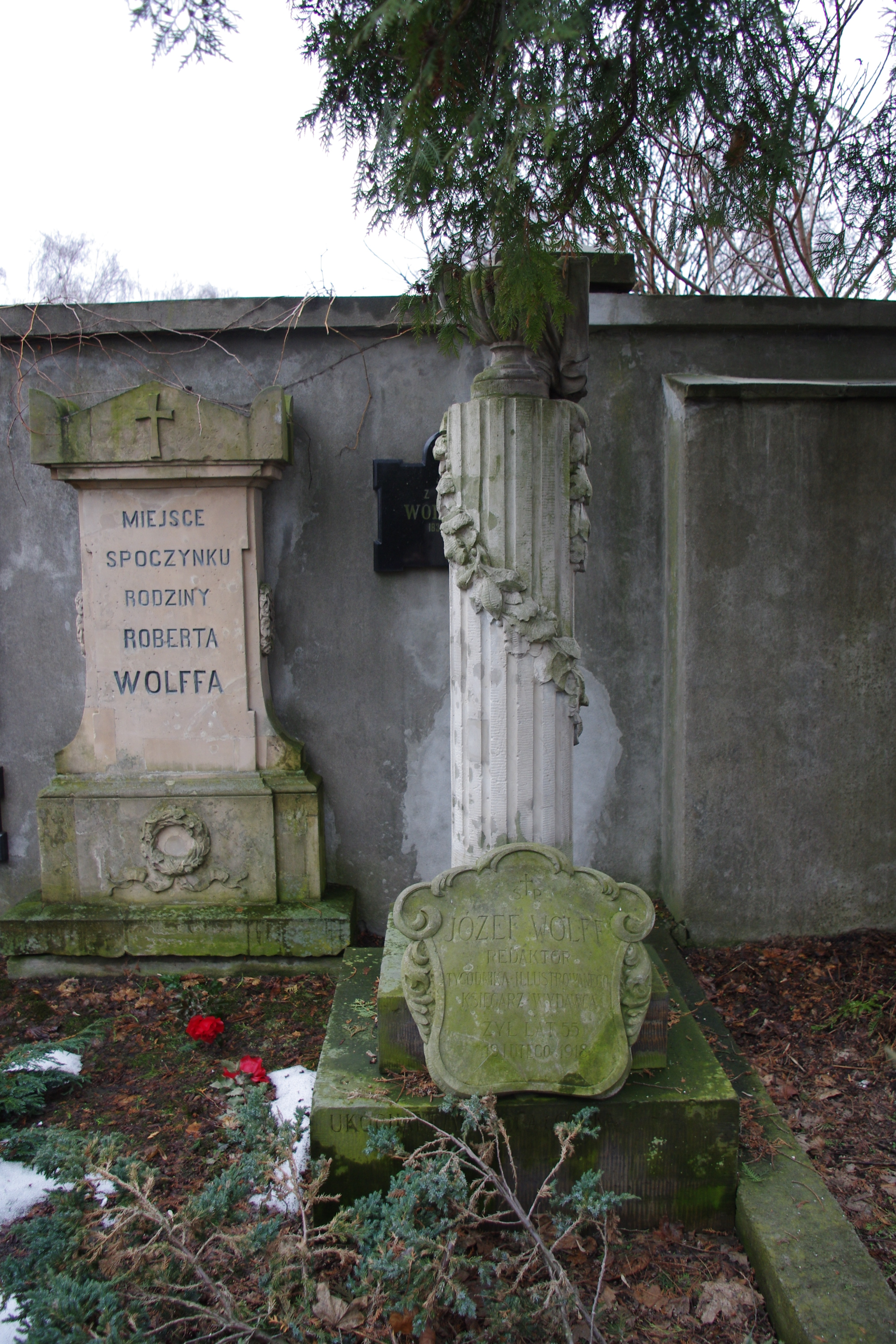
Grób wydawców Augusta Roberta Wolffa i Józefa Agusta Wolffa na cmentarzu ewangelicko-augsburskim w Warszawie (aleja F gr. 42)